# Tripteroides cheni
Tripteroides cheni är en tvåvingeart som beskrevs av Lien 1968. Tripteroides cheni ingår i släktet Tripteroides och familjen stickmyggor.
Artens utbredningsområde är Taiwan. Inga underarter finns listade i Catalogue of Life.